# Izabela Klimaszewska
Izabela Klimaszewska (ur. 1942) – polska architekt i urbanistka. 

## Życiorys
Ukończyła studia na Wydziale Architektury Politechniki Wrocławskiej, a także podyplomowe studium budownictwa mieszkaniowego na Politechnice Warszawskiej. Pracowała w Miastoprojekcie i Wojewódzkim Biurze Projektowym w Katowicach (1966-1970), a potem w Inwestprojekcie w Poznaniu (1971-1993). Od 1993 prowadzi w Poznaniu własną pracownię projektową wraz z Tadeuszem Biedakiem.

## Projekty i osiągnięcia
Zrealizowała projekty:
- budynków mieszkalnych w Gnieźnie, Słupcy i Wągrowcu,
- kościoła bł. Jolenty w Gnieźnie,
- plomb mieszkaniowych przy ul. Dolna Wilda w Poznaniu (Wilda, m.in. budynek na rogu Dolnej Wildy i Św. Jerzego),
- budynków jednorodzinnych w Poznaniu[1].

W latach 1990–1994 była radną Poznania (przewodniczyła Komisji Zagospodarowania Przestrzennego).